# サイレントナイト/こんな人質もうこりごり
『サイレントナイト/こんな人質もうこりごり』（サイレントナイト/こんなひとじちもうこりごり、原題：The Ref）は、1994年制作のアメリカ合衆国のコメディ映画。テッド・デミ監督、ドン・シンプソン、ジェリー・ブラッカイマー製作総指揮。
日本では劇場未公開で、WOWOWでの放送タイトルは『ようこそ我が家へ! お騒がせ一家のサイレントナイト』。 

## あらすじ
宝石泥棒のガスはクリスマスイブの夜、とある豪邸に盗みに入ったものの警報装置が作動して失敗。慌てて逃げ出すが、たちまち非常線を張られて進退きわまってしまう。
そんなガスの前に、偶然1台の車が通りかかる。ガスはその車に乗っていたキャロラインとロイドの夫婦を人質にとり、彼らの家に逃げ込む。ところが、この夫婦はカウンセリングに通わなければならないほど夫婦仲が最悪で、時としてガスを無視して口論する始末。
そこへ、寄宿学校に入っている彼らの息子ジェシーがクリスマス休みで帰ってきた。さらに、ロイドの弟の一家と母親もクリスマス・ディナーを祝うためやって来た。ガスは結婚カウンセラーと偽ってパーティーに同席するが、やがて家族中で罵り合いの喧嘩が始まってしまう。そんな状況にウンザリしたガスは、密かに逃げる算段を立てる。

## キャスト
- ガス：デニス・リアリー
- キャロライン：ジュディ・デイヴィス
- ロイド：ケヴィン・スペイシー
- ジェシー：ロバート・J・スタインミラー・Jr
- ローズ：グリニス・ジョンズ
- ハフ：レイモンド・J・バリー
- マーレイ：リチャード・ブライト
- コニー：クリスティーン・バランスキー
- ゲイリー：アダム・ルフェーヴル
- ジョン：フィリップ・ニコル
- シスケル：J・K・シモンズ
- ジョン・スカーティ
- ケネス・ウット
- 結婚カウンセラー：B・D・ウォン（クレジットなし）